# Destroyers
Destroyers – polska grupa muzyczna wykonująca thrash metal, powstała w 1985 roku w Bytomiu.

## Historia

### Lata 80. i 90. XX wieku
Oryginalny skład zespołu stanowili Marek Łoza (wokal, początkowo także gitara basowa), Adam Słomkowski (gitara), Grzegorz Fredyk (gitara) oraz Wojciech Zięba (perkusja). Początkowo muzycy występowali jako Destroyer, bez „s”, która to nazwa ta obowiązywała do 1988 roku i pochodzi od  tytułu czwartego albumu zespołu KISS. Pod pierwotnym szyldem zespół zaistniał na wydanej w 1987 roku przez Polton kasecie zatytułowanej Metal Invasion obok grup Stos, Dragon i Wilczy Pająk. W tym samym roku grupa wystąpiła na drugiej edycji festiwalu Metalmania, poprzedzając występy takich grup jak Overkill, Helloween czy Running Wild. Pochodzące z tego koncertu zapisy utworów Straszliwa klątwa, Czarne okręty, Młot na św. inkwizycję oraz Krzyż i miecz wypełniły jedną ze stron winylowego splitu Metalmania ’87, na drugiej zawierającego nagrania grupy Hammer.
W 1988 roku z zespołu odszedł gitarzysta Grzegorz Fredyk. W trzyosobowym składzie zespół ponownie wystąpił na kolejnej edycji Metalmanii. Z tego koncertu, nakładem Poljazzu również ukazała się winylowa kompilacja zatytułowana Metalmania '88, na której znalazł się tytułowy utwór z nadchodzącej debiutanckiej płyty, Noc królowej żądzy. Dzięki swojemu managerowi Tomaszowi Dziubińskiemu muzycy koncertowali również za granicą, m.in. w Czechosłowacji.
W 1989 roku ukazała się debiutancka płyta grupy, Noc królowej żądzy. To właśnie na jej okładce po raz pierwszy pojawiła się nazwa „Destroyers”. W Polsce album ten został wydany przez Tonpress, dodatkowo ukazał się również w Holandii, gdzie pod anglojęzycznym tytułem A Night of the Lusty Queen oraz ze zmienioną okładką (autorem obu projektów był Jerzy Kurczak) wydała go niszowa wytwórnia Barricade Records.
Rok 1990 to ponowny występ grupy na Metalmanii. W trakcie tej edycji w szeregach Destroyers zadebiutowali nowi muzycy: Słomkowskiego na gitarze zastąpił znany z zespołu Manitou Waldemar Lukoszek, zaś obowiązki basisty od Łozy przejął Wojciech Szyszko, wskutek czego zespół ponownie stał się kwartetem. Rok później, nakładem Polskich Nagrań „Muza” ukazał się drugi album zatytułowany The Miseries of Virtue, na którym zadebiutował nowy perkusista, Tomasz Wiczewski. W 1994 roku Destroyers definitywnie zakończyło działalność.

### Reaktywacja
Grupa oficjalnie reaktywowała się w końcu 2018 roku z inicjatywy oryginalnego perkusisty Wojciecha Zięby oraz nowego managera Pawła Kowalewskiego. W pięcioosobowym składzie, który obejmował następujących muzyków: Marek Łoza (wokal), Adam Słomkowski (gitara), Waldemar Lukoszek (gitara), Wojciech Szyszko (gitara basowa), Wojciech Zięba (perkusja) zespół wystąpił na drugiej edycji Helicon Metal Festival w Warszawie, prezentując materiał z obchodzącej jubileusz 30. rocznicy wydania debiutanckiej płyty Noc królowej żądzy. Pozytywne przyjęcie ze strony publiczności przesądziło decyzję o kontynuowaniu działalności. W tym okresie zespół intensywnie koncertował po całej Polsce, wykonując utwory z debiutanckiej płyty i wcześniejsze, z czasem włączając utwór Brzoskwinka z The Miseries of Virtue. Równolegle w wywiadach z tego okresu członkowie grupy poruszali również kwestię ewentualnego wydania nowej, trzeciej już płyty studyjnej. Wkrótce jednak doszło do kolejnej zmiany składu: Lukoszka zastąpił Dominik Dudała, wcześniej występujący w heavymetalowym zespole Another World. 14 września, podczas koncertu na Metal Doctrine Festival w Dąbrowie Górniczej w Destroyers zadebiutował nowy gitarzysta Tomasz Owczarek, który wymienił mieszkającego na stałe w Niemczech Słomkowskiego.
1 października 2020 roku nakładem Putrid Cult ukazała się zapowiadana wcześniej trzecia płyta grupy, która otrzymała tytuł Dziewięć kręgów zła. Jej nagranie poprzedziło rozstanie grupy z dotychczasowym perkusistą Wojciechem Ziębą, którego zastąpił Łukasz Szpak, znany z zespołu Soul Maggot.
Z początkiem 2023 roku grupę opuścili Wojciech Szyszko i Tomasz Owczarek.

## Skład

### Obecny skład zespołu
- Marek Łoza – wokal (1985–1994; od 2018), gitara basowa (1985–1990)
- Dominik Dudała – gitara (od 2019)
- Krzysztof Kłosek – gitara basowa (od 2023)
- Łukasz Szpak – perkusja (od 2020)

### Byli członkowie
- Wojciech Zięba – perkusja (1985–1990; 2018–2020)
- Wojciech Szyszko – gitara basowa (1990–1994; 2018–2023)
- Tomasz Owczarek – gitara (2020–2023)
- Adam Słomkowski – gitara (1985–1989; 2018–2019)
- Waldemar Łukoszek – gitara (1989–1994; 2018–2019)
- Tomasz Wiczewski – perkusja (1990–1994)
- Grzegorz Fredyk – gitara (1985–1989)

## Dyskografia
| Tytuł                      | Dane dot. albumu                                                |
| -------------------------- | --------------------------------------------------------------- |
| Noc królowej żądzy         | - Data: 1989 - Wydawca: Tonpress - Format: LP                   |
| A Night of the Lusty Queen | - Data: 1989 - Wydawca: Barricade Records - Format: LP          |
| The Miseries of Virtue     | - Data: 1991 - Wydawca: Polskie Nagrania „Muza” - Format: LP    |
| Dziewięć kręgów zła        | - Data: 1 października 2020 - Wydawca: Putrid Cult - Format: CD |

| Tytuł           | Dane dot. albumu |
| --------------- | --- |
| Metal Invasion  | - Utwory: Bastiony śmierci, Młot na św. inkwizycję - Data: 1987 - Wydawca: Polton - Format: MC                                                            |
| Metalmania ’87  | - Utwory: Straszliwa klątwa (live), Czarne okręty (live), Młot na św. inkwizycję (live), Krzyż i miecz (live) - Data: 1987 - Wydawca: Pronit - Format: LP |
| Metal Attack 88 | - Utwór: Bastard (Syn grzesznych ciał) - Data: 1988 - Wydawca: Polmark - Format: MC                                                                       |
| Metalmania '88  | - Utwór: Noc królowej żądzy (live) - Data: 1988 - Wydawca: Poljazz - Format: LP                                                                           |